# Jan Hackbeil
Jan Aleksander Hackbeil (ur. 17 sierpnia 1885, zm. 10 lutego 1950) – polski mierniczy przysięgły, podpułkownik inżynier saperów Wojska Polskiego.

## Życiorys
Urodził się 17 sierpnia 1885. Był członkiem tarnowskiego gniazda Polskiego Towarzystwa Gimnastycznego „Sokół”. Ukończył studia uzyskując tytuł inżyniera.
1 stycznia 1912 został mianowany kadetem w korpusie oficerów rezerwy piechoty c. i k. armii. W tym samym roku został przydzielony w rezerwie do batalionu saperów nr 10 w Przemyślu. W czasie I wojny światowej awansował na kolejne stopnie w korpusie oficerów rezerwy piechoty: podporucznika (1 listopada 1914) i porucznika (1 maja 1916). W latach 1916–1917 jego oddziałem macierzystym był nadal sb. 10, a w ostatnim roku wojny – batalion saperów nr 24.
Po odzyskaniu przez Polskę niepodległości został przyjęty do Wojska Polskiego w stopniu podporucznika inżyniera jako były oficer armii austriackiej. Został awansowany do stopnia majora w korpusie inżynierii i saperów ze starszeństwem z dniem 1 czerwca 1919. Służył w 10 pułku saperów. Był oficerem 6 pułku saperów w Przemyślu. Jako oficer nadetatowy tego pułku w Przemyślu w 1923 służył w Szefostwie Inżynierii i Saperów Dowództwa Okręgu Korpusu Nr X w tym samym mieście, a w 1924 sprawował stanowisko kierownika Rejonu Inżynierii i Saperów w Przemyślu. Został awansowany do stopnia podpułkownika inżynierii i saperów ze starszeństwem z dniem 1 lipca 1925. Od maja 1926 do maj 1927 był p.o. dowódcy 3 pułku saperów. W listopadzie 1927 został przeniesiony do kadry oficerów saperów z równoczesnym przydziałem do 5 Okręgowego Szefostwa Budownictwa w Krakowie na stanowisko zastępcy szefa. W lipcu 1929 został zatwierdzony na stanowisku szefa 5 Okręgowego Szefostwa Budownictwa. W marcu 1931 został zwolniony ze stanowiska szefa budownictwa Okręgu Korpusu Nr V i oddany do dyspozycji dowódcy Okręgu Korpusu Nr V, a z dniem 31 lipca tego roku przeniesiony w stan spoczynku. W 1934, jako oficer stanu spoczynku, pozostawał w ewidencji Powiatowej Komendy Uzupełnień Kraków Miasto. Posiadał przydział do Oficerskiej Kadry Okręgowej Nr V. Był wówczas przewidziany „do użycia w czasie wojny”.

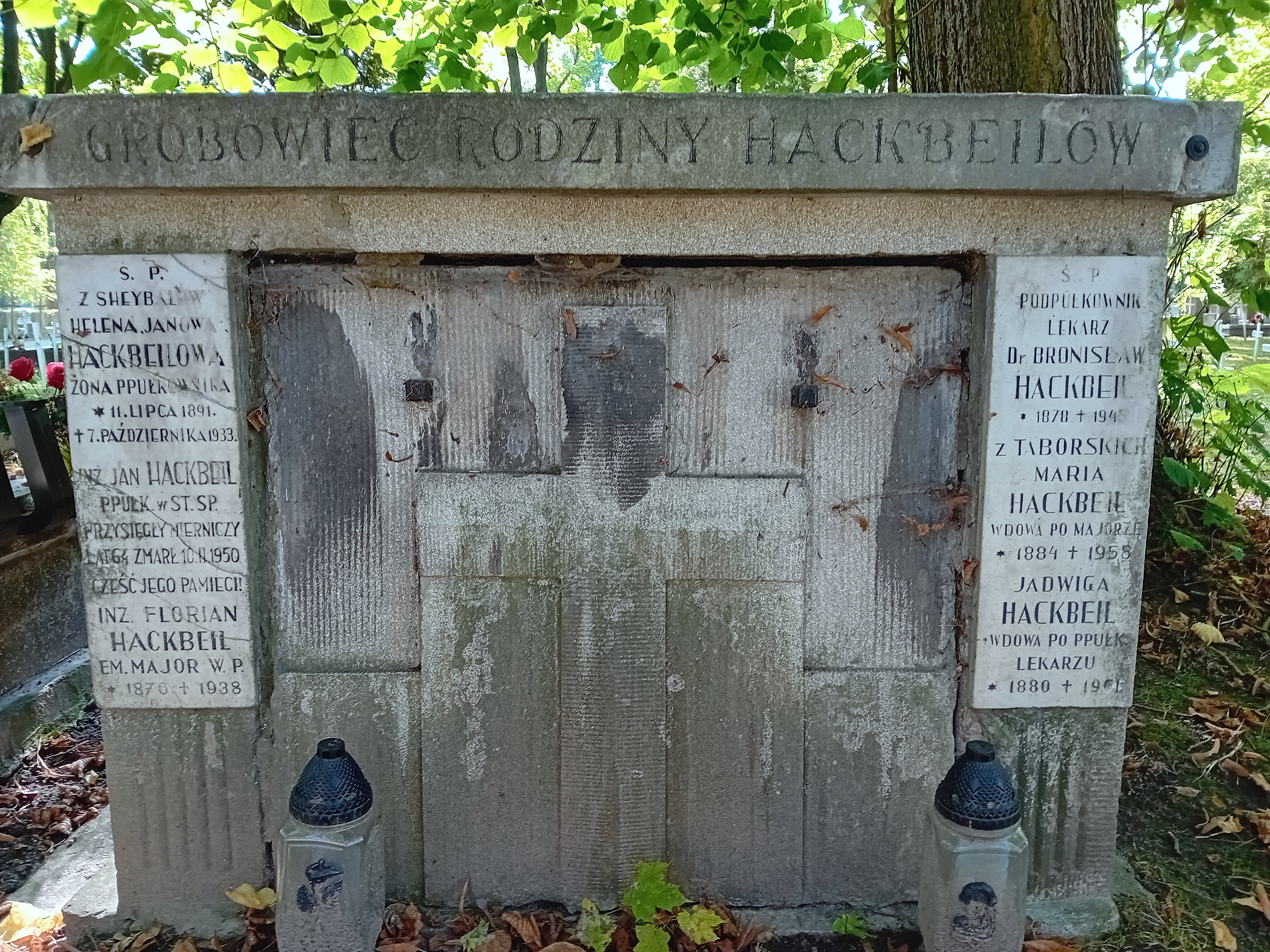
Grobowiec Hackbeilów

W okresie II Rzeczypospolitej został mierniczym przysięgłym, złożył przysięgę 22 października 1931 i posiadał biuro w Krakowie. Do 1939 był przypisany do adresu ulicy Mikołajskiej 32. Do końca życia prowadził w Krakowie urząd mierniczego przysięgłego przy ulicy Pańskiej 11. 
Zmarł 10 lutego 1950 i został pochowany na krakowskim cmentarzu wojskowym–Rakowickim (w tym samym miejscu został pochowany ppłk dr Bronisław Hackbeil, żyjący w latach 1878–1945, oficer i lekarz).

## Ordery i odznaczenia
- Krzyż Walecznych[26][27]
- Krzyż Zasługi Wojskowej 3 klasy z dekoracją wojenną i mieczami[28]
- Signum Laudis Brązowy Medal Zasługi Wojskowej z mieczami na wstążce Krzyża Zasługi Wojskowej[28]
- Krzyż Wojskowy Karola[28]